# Vichai
Vichai (nommé également Vickhsai, Viksai, ou Vijaya) fut roi du royaume de Lan Xang de  1637 à  1638. 

## Biographie
Né sous le nom de  Prince Vijaya, il est le plus jeune fils du roi Mon Keo. Il accède au trône à la mort de son frère aîné, Tone Kham,  en 1637. Il meurt l'année suivante en laissant deux fils : 
- prince Puya (Bou) qui s'enfuit dans la province de Xieng Khouang lors de l'accession au trône de son cousin, Surinyavongsa, en 1638. Il devient ensuite moine et meurt à Nakhon Phanom, il est le père du roi Nan Tharat ;
- prince Jaya (Soi) s'enfuit à Sapuluang après l'accession au trône de son cousin, Surinyavongsa, en 1638[2].